# Молитвата на един войник
„Молитвата на един войник“ (на японски: 人間の條件 完結篇) е японски военен филм от 1961, последна част от трилогията Човешкото състояние на режисьора Масаки Кобаяши. Главните роли се изпълняват от Тацуя Накадаи, Такетоши Наито, Нобуо Канеко, Юсуке Кавадзу.

## Сюжет
След съветската атака, японските сили са напълно разбити и Каджи (Тацуя Накадаи), заедно с неколцина оцелели се опитват да се измъкнат от евентуален плен и се отправят да търсят останките от Квантунгската армия в Южна Манджурия. След като убива с голи ръце един съветски войник, Каджи, въпреки че е изтощен от битките и отказвайки се от всякакви претенции, решава да остане в редовете на армията. Той повежда оцелелите бойци и голям брой цивилни бежанци далеч от полето на бойните действия, в опит да си отидат у дома. Изгубени в една гъста гора, между тях назряват все повече конфликти. Много от хората умират от глад, отровени след консумация на неядливи гъби и в резултат на самоубийства. Едва държейки се на краката си, Каджи и бежанците достигат до края на гората, където се натъкват на редовна японска армия. Военните отказват да им дадат храна, обвинявайки ги, че са дезертьори.
Продължавайки на юг, Каджи и спътниците му пристигат в богата селска къща, която скоро след това е атакувана от въоръжени селяни. След като проститутката към която Каджи е проявил милост е убита от тях, той обещава да се сражава с партизаните, вместо да избяга. След неравната схватка с по-добре въоръжените китайски сили, хората на Каджи са почти избити, а на останалите им се налага да търсят спасение през горящи пшеничени ниви.
Едва оцелял, Каджи се натъква на група от петдесет японски войници, които смятат да продължат да воюват, сключвайки съюз с Чан Кайши, вярвайки че ще бъдат подкрепени от американските сили във войната срещу подкрепяния от съветска Русия комунистически Китай. Каджи, вярващ в пацифизма и социализма, отхвърля тази идея, обявявайки я за заблудена и обречена на провал. В крайна сметка, Каджи и оцелелите около петнадесетина негови спътници продължават пътя си и промъквайки се покрай съветските патрули, откриват лагер, обитаван от жени и старци, които ги молят за защита. Каджи иска да продължи по пътя си, за да открие съпругата си Мичико (Мичийо Аратама), но когато лагера е обсаден от съветски войници, решава да се предаде.
Заловен от Червената армия, Каджи е подложен на лечение и след това, заедно с един негов оцелял другар, Терада (Юсуке Кавазу) е изпратен в трудов лагер, където се сблъсква с жестокостта, срещу която толкова се е борил. Там открива, че пленени японски офицери си сътрудничат с руснаците и управляват работата в лагера, така както той навремето го е правил в японския лагер в Манджурия. Принуден да се храни с остатъци от храна и облечен само с разкъсан чувал във все по-студеното време, Каджи е осъден от съветския трибунал на още по-тежък труд. Единственият начин да комуникира със съветските лидери, с които чувства идеологическа близост, е един корумпиран преводач. Каджи става все по-разочарован от условията в лагера и от комунистическата ортодоксалност. Когато Терада е докаран до пълно изтощение и смърт от грубото отношение на сътрудничещия офицер Кирихара (Нобуо Канеко), Каджи решава да го убие и да избяга от лагера. Все още мечтаейки да открие съпругата си и малтретиран от китайските селяни като безполезен просяк и „японски дявол“, които той моли за милост, Каджи предприема последния си опит за спасение в зимната пустош.

## В ролите
- Тацуя Накадаи като Каджи
- Мичийо Аратама като Мичико
- Тамао Накамура като бежанката Шьойо
- Юсуке Кавазу като редник Терада
- Чишю Рю като бежанеца Чьорьо
- Такетоши Наитьо като офицер Танге
- Кьоко Кишида като Рюко
- Нобуо Канеко като офицер Кирихара
- Ед Кийни като съветски офицер
- Роналд Селф като Чапаев

## Награди
- Награда за най-добър филм от филмовия конкурс Маиничи през 1962 година.
- Награда за най-добър актьор на Тацуя Накадаи от филмовия конкурс Маиничи през 1962 година.
- Награда за най-добър режисьор на Масаки Кобаяши от филмовия конкурс Маиничи през 1962 година.
- Награда за най-добър сценарий на Зензо Мацуяма от филмовия конкурс Маиничи през 1962 година.
- Награда за най-добра операторска работа на Йошио Мияджима от филмовия конкурс Маиничи през 1962 година.[1]